# 关中民俗艺术博物院
关中民俗艺术博物院是坐落于陕西省西安市长安区一座民间博物院。博物院占地493.88亩、规划建筑面积10.8万平方米，由王勇超个人出资建设完成。博物院将关中地区四十余院座明清古民居从异地集中迁建到博物院，同时将8600多根历代拴马桩迁移至此。

## 馆藏
博物馆收集了周、秦、汉、唐以来的历代石雕、木雕、砖雕和生产、生活、习俗、风情等各类遗物、名人字画共33600余件（套），征集保护了40院近千间明清古民居，收集整理了大批地方戏曲、工艺作坊、礼仪俗规等非物质文化遗产，并收藏了8600多根拴马桩。